# Sun Prairie (Wisconsin)
Sun Prairie és una població dels Estats Units a l'estat de Wisconsin. Segons el cens del 2006 tenia 20.369 habitants.

## Demografia
Segons el cens del 2000, Sun Prairie tenia 20.369 habitants, 7.881 habitatges, i 5.437 famílies. La densitat de població era de 823,5 habitants per km².
Dels 7.881 habitatges en un 38,3% hi vivien nens de menys de 18 anys, en un 54,6% hi vivien parelles casades, en un 10,7% dones solteres, i en un 31% no eren unitats familiars. En el 23,8% dels habitatges hi vivien persones soles el 7,4% de les quals corresponia a persones de 65 anys o més que vivien soles. El nombre mitjà de persones vivint en cada habitatge era de 2,56 i el nombre mitjà de persones que vivien en cada família era de 3,07.
Per edats la població es repartia de la següent manera: un 28,5% tenia menys de 18 anys, un 8,6% entre 18 i 24, un 33,7% entre 25 i 44, un 19,8% de 45 a 60 i un 9,3% 65 anys o més.
L'edat mediana era de 33 anys. Per cada 100 dones de 18 o més anys hi havia 89 homes.
La renda mediana per habitatge era de 51.345$ i la renda mediana per família de 61.197$. Els homes tenien una renda mediana de 40.510$ mentre que les dones 28.786$. La renda per capita de la població era de 23.277$. Aproximadament el 3,8% de les famílies i el 4,4% de la població estaven per davall del llindar de pobresa.

## Poblacions properes
El següent diagrama mostra les poblacions més properes.